# Stazione di Monterosso
Stazione di Monterosso vasútállomás Olaszországban, Monterosso al Mare településen.

## Vasútvonalak
Az állomást az alábbi vasútvonalak érintik:
- Pisa–La Spezia–Genova-vasútvonal

## Kapcsolódó állomások
A vasútállomáshoz az alábbi állomások vannak a legközelebb:
- Stazione di Levanto
- Levanto old railway station
- Vernazza old railway station